# Bijan Benjamin
Bijan Benjamin (persisch بیژن بنیامین, * 9. März 1983 in Köln) ist ein deutsch-iranischer Filmregisseur und Drehbuchautor.

## Leben
Nach seinem Abitur am Friedrich-Wilhelm-Gymnasium Köln 2002, studierte Benjamin von 2006 bis 2012 Mediale Künste / Film an der Kunsthochschule für Medien Köln.
Sein erster Film Sayarah – 4 Taxis hatte Weltpremiere auf dem Filmfestival Türkei/Deutschland 2005. Für seinen Kurzfilm Moneymaker (2006), wurde Benjamin beim Bergischen Filmpreis mit dem Zuschauerpreis ausgezeichnet. Hans W. Geißendörfer produzierte dann Benjamins Film Zelle (2007) mit Yunus Cumartpay und Kasem Hoxha in den Hauptrollen, die Besetzung übernahm Horst D. Scheel. Der Film lief u. a. auf dem Festival des Films du Monde Montréal und bei den 41. Internationalen Hofer Filmtagen und wurde innerhalb der Reihe Neue Deutsche Filme von Renaissance Medien auch auf DVD und durch Netzkino online veröffentlicht.
Weitere Produktionen wie die Kurzfilme Halil (2009) und Blink (2011) wurden u. a. in der Fernsehreihe Südwild des Bayerischen Rundfunks ausgestrahlt und auf weitere Filmfestivals eingeladen.
Benjamins Mockumentary Murat B. – Verloren in Deutschland (2009) wurde auf dem Berlinale Empfang der deutschen Filmhochschulen gezeigt und später durch Milestone Films im Kino vertrieben.
2013 erhielt Benjamin das Stipendium des Mediengründerzentrums NRW zur Gründung der Filmproduktion Grenadine Film.
Für seinen Kurzfilm Fruchtfliegen (u. a. mit Anna Julia Kapfelsberger, Sahin Eryilmaz, Ralph Herforth, Ludger Burmann und Klaus Zmorek) erhielt Benjamin Förderung der Filmstiftung NRW. Der Film wurde auf zahlreiche nationale (Shorts at Moonlight, Independent Days, Landshuter Kurzfilmfestival etc.) sowie internationale Filmfestivals eingeladen (Rome Independent Film Festival, Sunscreen Film Festival, Kolkata Shorts International Film Festival, Foyle Film Festival etc.) und u. a. für den Studio Hamburg Nachwuchspreis nominiert, wobei Benjamin als Regisseur u. a. beim WorldFest-Houston International Film Festival, Detectivefest Moskau und Festival of Nations ausgezeichnet wurde.
2025 wurde ihm das „Atelier Galata“: Stipendienprogramm der Stadt Köln zuerkannt.